# The Original High
A The Original High Adam Lambert harmadik stúdióalbuma, és 2015. június 15-én jelent meg Magyarországon a Magneoton kiadó gondozásában. Lambert 2015 januárjában jelentette be, hogy a Warner Music Groupnál folytatja karrierjét, miután nézeteltérések miatt a kreatív munkában otthagyta az RCA-t és Sony Music Entertainmentet 2013-ban. Egy időben a lemezének címét is felfedte, és azt, hogy a producere a slágergyáros duó lesz, Max Martin és Shellback, akik korábban két felvétellel gazdagították. A Whataya Want From Me és If I Had You (2009), mind Európában, mint a tengerentúlon listavezető pozícióban voltak hetekig. A The Original High stílusát pop jellemzővel illette, amit befolyásol némi EDM, dance, funk és R&B vonal. Az albumot 2014-ben két hónap alatt rögzítette Stockholmban a svéd producerekkel, majd a Queen + Adam Lambert-turné után Los Angelesben fejezte be, 2015-ben.
A korong vezető kislemeze, a Ghost Town, 2015. április 21-én debütált Lambert hivatalos YouTube-csatornáján.

## Háttér
2013 júliusában Lambert hivatalos levélben búcsúzott el az RCA-től öt év után, kreatív nézeteltérésekre hivatkozva, hiszen a kiadó ragaszkodott ahhoz, hogy a Trespassing mérsékelt sikere után az énekes készítsen egy feldolgozás albumot, amin a '80-as évekből szerepelnének zenék. Másnap szerződést kötött a Warner Music Grouppal, amelyet 2015 januárjában jelentettek be a Billboard zenei oldalon, azzal párhuzamban, hogy érkezik a The Original High, amelyet Max Martin és Shellback produkált. A lemezről elárulták, hogy a felvétel két hónap alatt zajlott le Stockholmban, 2014 márciusa és áprilisa között, és a fő irány a pop lett.
Lambert a lemez címét 2015. január 29-én fedte fel Twitter-oldalán, a születésnapján. 2015 márciusában interjút adott a Hunger magazinnak, amelyben először szólalt meg az új albumról. Elmondása szerint vissza akart venni a teátrális hangzásból, és valódi érzelmeiről akart írni, amiben Max (Martin) és Shellback segítette. „Erős pop album, de nem a rágógumi fajta” - nyilatkozta a magazinnak.

## Stílus
Lambert nemcsak a lemez hangzásvilágának stílusán változtatott, hanem önmagán is. „Érzem a professzionális és belső változás hatását az öt év során, ami fontos lépése volt a lemezem megalkotásának. Úgy érzem, jobban hozzászoktam a hírnév furcsaságához, és megtaláltam, hogy állhatnék két lábon a magánéletemben. Már nem akarok túlzásokba esni a fellépéseim során, és rájöttem, hogy az előadóknál néha a kevesebb az több. Őszintén szólva, ezt az egyszerűséget igyekszem belevinni a mindennapjaimba. Természetesen elég extravagáns személyiség vagyok, néhány hajmeresztő döntéssel, de úgy érzem, megtaláltam az egyensúlyt. Még mindig önmagam legrosszabb kritikusa vagyok, de igyekszem most már pozitívabb megjegyzéseket is adni magamnak. Jobban érzem magam a bőrömben, és hajlandó vagyok jobban megmutatni a világnak, hogy ki is vagyok valójában. Ez a változás megmutatkozik a ruhatáramon is. Odáig vagyok a csillogásért, de most már nem az extravagáns ruhákra esik a választásom, hanem sokkal sikkesebbekre. Túlnőttem azokon a ruhákon, amiket egyszer viseltem, öt évvel ezelőtt. (...) Ahogy lennie kell, az ízlésem is változott az eltelt idő során, csakúgy, mint bárki másnak. Mindenkinek vannak fejezetei, néhány lehet hibátlan, néhány tragikus, és ez így rendben van. Előfordul, hogy néha visszanézek régebbi összeállításaimra, és a szememet forgatom” - nyilatkozta a HungerTV-nek, ami az első publikus interjúja volt a kiadóváltás után.
„Az album executive producerei Max Martin és Shellback voltak, akik segítettek nekem, hogy megteremtsünk egy kohéziós hangzást, ami segíti közvetíteni a hangulatot. A dalokat megnézve, korhűbbek, mint az eddigi alkotásaim. Nagyon popos, de nem rágógumi. Kihagytuk ezúttal a b*zisságot és a teátrálisságot, és egy sötétebb, földhözragadtabb hangzást helyeztünk előtérbe. Elgondolkodtat, de meg is táncoltat! A dalszövegeket nézve nagyon személyes, és van egy amolyan keserédes beütése. Vokálisan sokkal ízletesebb, jobban illik a kifinomult világhoz. A konkrétumokat elkerülve, misztikusság lengi be a dalokat. Szóval, nyitottan állunk minden értelmezéshez. Kíváncsi vagyok, hogy a közönségem hogyan reagálja le őket, kinek mit jelent egy-egy szám. Az első kislemez tökéletes bevezető lesz a The Original High-hoz. Nagyon emberi, naturális módon ereszt gyökeret, majd sebezhető, sérülékeny, hipnotikus álomba csap át, sok-sok szürreális képzelgéssel. Az alaptempó minimális, mégis masszív house-zene. Az első hallás után belemászik a füledbe, nagyon megfogó” - fejezte be gondolatmenetét.

## Promóció
Lambert 2015 áprilisában kezdte el a lemez promóciózását, miután megjelent az első, bemutató kislemez, a Ghost Town, április 21-én. A kislemez újító hatással lehet az EDM-zene világára, írta a Yahoo! Music, pár nappal a hivatalos kiadás előtt, míg Adam elárulta, hogy felvétel csupán egy színfoltja a lemeznek, mivel Max Martinnal és Shellbackkel nagyon kreatív munkát végeztek. „Azt akarom, hogy egy 16 éves heteró lány ugyanúgy megtalálja önmagát a dalaimban, mint egy 48 éves meleg férfi. Érzelmekről írni időtlen, és én most a közönségemhez akarok szólni, magamat háttérbe helyezve” - nyilatkozta a Hunger magazinnak.
Lambert fellépett Ellen DeGeneres műsorában április végén, ahol először előadta élőben a Ghost Town-t. Ezután megjelent a Tonight Showban, és az ABC Good Morning America nyári fesztiváljának részeseként is. Utóbbi helyen egy rövid szettet adott elő az albumról, tartalmazva a Ghost Town, The Original High, Evil In The Night és Whataya Want From Me dalokat. A lemez első igazi előadása az iHeartRadio műsorában történt meg június 16-án, ahol felcsendült először élőben a The Original High, Underground, Another Lonely Night, Evil In The Night, illetve visszatért a Ghost Town és a Whataya Want From Me is. A New York-i helyszínen 150 rajongó vehetett részt, akiket a rádió sorsolt ki egy rövid nyereményjáték folyamán.
Különleges videóval lepte meg rajongóit Londonból, amit az ott tartózkodása során vett fel egy raktárban, előadva a Ghost Town című szerzeményét, amelyet a média is lelkesen fogadott, az interjú mellett, amit a BBC-vel készített. Lambert két hetet töltött Londonban, de Európa számos pontján is megjelent, hogy a helyi médiának nyilatkozzon a The Original High-ról és a kislemezéről - több helyen betekintést nyerhettek a rajongók az albumba, a megjelenés előtt két héttel. Lambert a lemezzel kapcsolatban szenvedélyesen beszélt mind a közönségének, mind a médiának. „A fő irány az a bizonyos első extázis, amit mind vissza akarunk hozni. Figyeltem a baráti körömet az elmúlt években, és megfogalmazódott bennem, hogy szinte mindenki kiábrándult és elégedetlen. Az emberek nem tudják ezt megfogalmazni, talán nem is tudnak róla, nem realizálják, mi ez az egész. Egy általános melankólia, elégedetlen vagy, többre vágysz. Kutatsz valami után, de nem tudod rátenni az ujjad valamire és azt mondani, hogy az megfelel neked. Ez az első nagy dolog, amiről írni akartam. Ebben az évben töltöttem be a 33 életévemet, és úgy vagyok, hogy oké, tudom most már, hogy ki vagyok; az identitás nem olyan nagy kihívás többé. A kihívás az, hogy kitaláljam, mit is akarok az élettől” - nyilatkozta a Los Angeles Timesnak. Angliában a magyar Fókusz című műsornak is interjút adott az RTL Klub számára, ahol néhány szót magyarul is ejtett.

## A kritikusok értékelései
A megjelenése napján a The Original High főként pozitív visszajelzéseket kapott kritikusoktól. Stephen Thomas az AllMusic szerkesztője négy csillaggal illette az ötből, mondván „Adam Lambert végre demonstrálja, hogy kontroll alatt tartja a stílusát és a hangzását, és pontosan tudja, hogy kombinálja ezt egy remek, modern pop-felvétellel”. Brittany Spanos a Rolling Stone magazinból három csillaggal pontozta a lemezt, kiemelve, hogy „bár néhol a dalszöveg nevetséges a The Original High-on, mégis az egyik legnagyobb személyiség a pop-zenében Adam Lambert”. Maura Johnson a The Boston Globe-ból azt írta, hogy „Lambert még mindig fejlődik, és nem fél nemcsak a közönségét, de saját magát is meglepni”. Pop Ellwood az Entertainment Focustól Lambert eddigi legerősebb lemezének címkézte a The Original High-t. A magyar médiából a Music Daily 10-ből 9 ponttal értékelte a lemezt, az év egyik legmeghatározóbb hangzásának nevezve.

## Az albumon szereplő dalok listája
| 1.    | Ghost Town           | Adam Lambert, Sterling Fox, Max Martin, Tobias Karlsson, Ali Payami                               | Martin, Payami, Peter Carlsson           | 3:28 |
| 2.    | The Original High    | Lambert, Andreas Schuller, John West, Shellback, Savan Kotecha, Mattias Larsson                   | Shellback, Mattman & Robin               | 3:26 |
| 3.    | Another Lonely Night | Lambert, Martin, Fox, Payami                                                                      | Martin, Payami                           | 3:45 |
| 4.    | Underground          | Payami, Janiak                                                                                    | Payami, Ilya                             | 3:37 |
| 5.    | There I Said It      | Lambert, Payami, Janiak                                                                           | Payami, P. Carlsson                      | 4:21 |
| 6.    | Rumors (ft. Tove Lo) | Lambert, Oscar, Görres, Tove Lo, Shellback                                                        | Shellback, OzGo                          | 3:45 |
| 7.    | Evil In The Night    | Fox, Shellback, Kotecha, Payami, Oscar, Holter                                                    | Shellback, Holter, Payami                | 3:56 |
| 8.    | Lucy (ft. Brian May) | Lambert, Payami, Freja Blomberg, Fredrik, Samsson                                                 | Martin, Payami, Samsson P., Carlsson     | 3:32 |
| 9.    | Things I Didn't Say  | Lambert, Ilya Salmanzadeh, Holter Kotecha, James Alan                                             | Ilya, Holter                             | 3:58 |
| 10.   | The Light            | Linus Eklöw, Tiffany Amber, Svidden Lukas, Loules                                                 | Lulou, P. Carlsson                       | 3:35 |
| 11.   | Heavy Fire           | Lambert, Anton Rundberg, Hampus Norlander, Joakim Jarl, Elin Blom, Svidden, Julia Karlsson, Eklöw | Svidden, Jarly Style of Eye, P. Carlsson | 3:19 |
| 40:41 |                      |                                                                                                   |                                          |      |

| Deluxe kiadás | Deluxe kiadás | Deluxe kiadás           | Deluxe kiadás       | Deluxe kiadás | Deluxe kiadás | Deluxe kiadás | Deluxe kiadás | Deluxe kiadás | Deluxe kiadás |
| #             | Cím           | Szerző(k)               | Producer(ek)        | Hossz         |               |               |               |               |               |
| ------------- | ------------- | ----------------------- | ------------------- | ------------- | ------------- | ------------- | ------------- | ------------- | ------------- |
| 12.           | After Hours   | Lambert, Schuller, West | Axident             | 2:44          |               |               |               |               |               |
| 13.           | Shame         | Tobias Karlsson, Alan   | T. Karlsson, Payami | 3:26          |               |               |               |               |               |
| 14.           | These Boys    | Alan, Tobias Karlsson   | T. Karlsson         | 3:25          |               |               |               |               |               |
| 50:17         |               |                         |                     |               |               |               |               |               |               |